# Prototrochus kurilensis
Prototrochus kurilensis is een zeekomkommer uit de familie Myriotrochidae.
De wetenschappelijke naam van de soort werd in 1970 gepubliceerd door George M. Belyaev.